# Clinique adventiste Belgrano
La clinique adventiste Belgrano (en espagnol, Clinica adventista Belgrano) est un centre hospitalier adventiste à  Buenos Aires en Argentine.

## Histoire
Dès sa fondation en 1959, la clinique Belgrano s’appliqua à offrir des services de médecine préventive et curative, selon les principes de la santé totale. Son objectif fut d’éduquer les patients aux règles de la prévention et de les aider par des prestations de services médicaux qualifiés et modernisés à obtenir la guérison et une réhabilitation complète,. 

## Services
La clinique Belgrano se décrit comme étant un service « de haute qualité basé sur la connaissance scientifique, la technologie et la confiance en Dieu », : 
- cardiologie, chirurgie (générale, réparatrice, esthétique), médecine clinique, diagnostic par l’image, gastroentérologie, gynécologie, kinésithérapie, physiothérapie, laboratoire d’analyses, neurologie, neurochirurgie, pédiatrie, traumatologie

Belgano est aussi un Centre du bien-être. Il présente des séminaires et des cours gratuits sur le mode de vie à l'intention du public.